# Tünde Vaszi
Tünde Vaszi, född den 18 april 1972 i Pișkolt i Rumänien, är en ungersk före detta friidrottare som tävlade huvudsakligen i längdhopp.
Vaszis främsta merit är att hon blev bronsmedaljör vid EM 2002 i München då hon hoppade 6,73. Hon deltog vid tre olympiska spel (1996, 2000 och 2004) och slutade samtliga gånger som åtta. Efter Marion Jones dopingavstängning har resultatlistorna reviderats. Tünde Vaszis åttondeplatser i OS 2000 och 2004 har flyttat fram henne till sjunde plats.
I VM-sammanhang blev hennes bästa resultat en fjärde plats från VM 2001 i Edmonton.
Hon tävlade även i stavhopp vid några tillfällen men deltog aldrig vid något utomhusmästerskap i denna disciplin.

## Personliga rekord
- Längdhopp - 6,86 meter NR
- Stavhopp - 4,25 meter (inomhus 4,40 meter)